# Раянци
 Тази статия е за селото в Пернишко, България.  За селото в Струмишко, Северна Македония, вижте Раянци (Струмишко).  
Раянци е село в Западна България. То се намира в община Земен, област Перник.

## География
Отстои на 5 км западно от с. Калотинци, на 13 км северозападно от гр. Земен и на 56 км югозападно от гр. Перник. Столицата София е на 81 км североизточно.
Разположено е в планински район, а надморската му височина е 724 м. Климатът е умереноконтинентален под влиянието на планинския релеф и се характеризира със студена зима и топло лято. Наблизо протичат реките Треклянска и Дивлянска.
Постоянното население наброява 10 души.
Най-близките кметско наместничество, смесен магазин, читалище и кръчма са в съседното село Калотинци, където има и фелдшерски здравен пункт. Най-близките учебни и здравни заведения работят на територията на гр. Земен, а болницата е в гр. Перник.

## Туризъм и забележителности
В района има много възможности за културен туризъм, като могат да бъдат разгледани Чепинският (8 км), Земенският (9 км), Жаблянският (10 км), Радибошкият (13 км) и Гигинският (16 км) манастири.
Хубаво място за екскурзия е водопадът Полска Скакавица (14 км), който е изключително красив, а водата пада от 50 м височина.
Любителите на риболова могат да се възползват от условията при яз. Пчелина (11 км), който редовно се зарибява, а за удобство на туристите има паркинг, кей, ресторант и бунгала.